# استانیسلاو تیموفینکو
استانیسلاو تیموفینکو (انگلیسی: Stanislav Tymofeyenko؛ زادهٔ ۳ ژوئن ۱۹۸۹) بازیکن بسکتبال اهل اوکراین است.
وی در مسابقات کشوری و بین‌المللی در مجموع برندهٔ ۱ مدال برنز شده‌است.